# آنجان لاهیری
آنجان لاهیری (انگلیسی: Anjan Lahiri) کارآفرین اهل ایالات متحده آمریکا است، که در سال ۱۹۹۹ شرکت مایندتری را تأسیس کرد.